# بوز (ميزوري)
بوز (بالإنجليزية: Boaz)‏ هي إحدى المجتمعات الفردية (غير مصنفة) في ولاية ميزوري في الولايات المتحدة الأمريكية.